# Gare de Barcelone-França
La gare de Barcelone-França (Gare de France en français et Estació de França en catalan) est une des gares de la ville de Barcelone, Catalogne. Cette gare est la 2e gare de la ville en nombre de voyageurs, la gare principale est la gare de Sants.

## Situation ferroviaire
C'est une gare en impasse, c'est-à-dire que les trains sont obligés de rebrousser chemin pour repartir.

La gare et ses voies
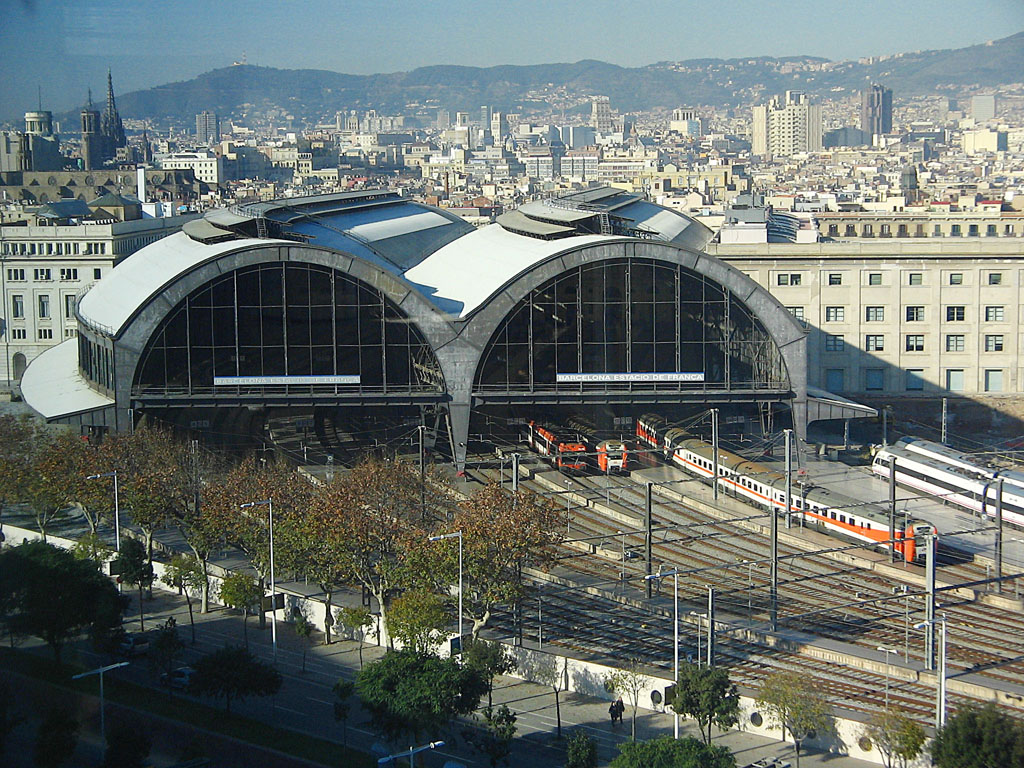
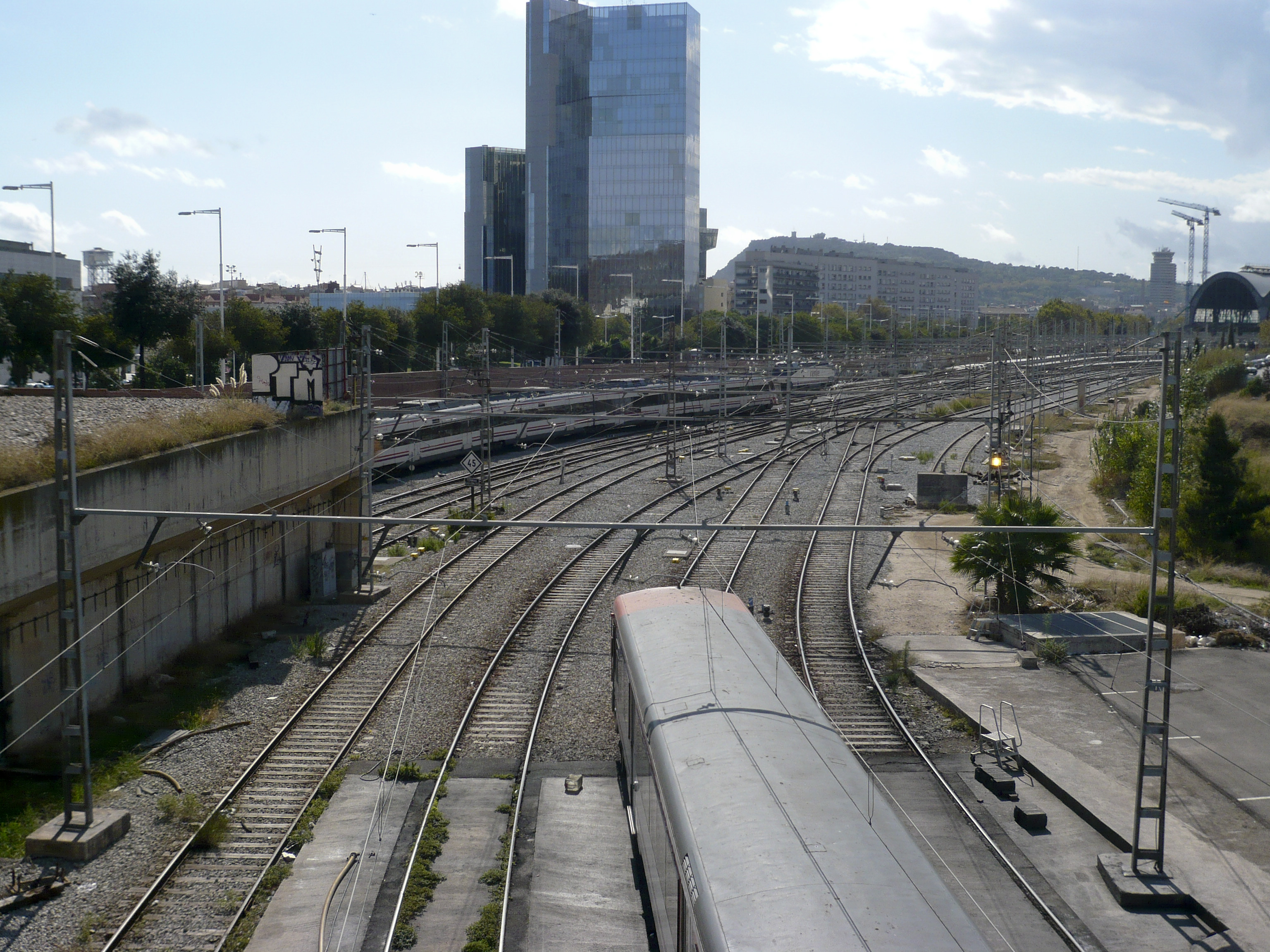

## Histoire
La gare de França a été construite au XIXe siècle afin de devenir le principal terminus des trains en provenance de France (comme son nom l'indique), mais aussi pour les services du nord-est de la Catalogne et de la Costa Brava.
Reconstruite et rouverte pour l'Exposition internationale de 1929, les deux bâtiments monumentaux qui composent la gare ont été conçus par l'architecte Pedro Muguruza et inaugurés par le roi Alfonso XIII. Ils entourent les voies ferrées en forme de « U ». Dans l'ensemble, la gare fait 29 m de haut et 195 m de long. Elle a été fermée pour rénovation entre 1988 et 1992, puis rouverte à temps pour les Jeux olympiques de 1992.
Cette gare est généralement considérée comme la plus belle de la ville. Elle montre un mélange de styles classiques et plus modernes : décorations en marbre, bronze et cristal, sculptures moderniste et motifs art déco. Depuis 1970, cette gare est en déclin face au développement de la gare souterraine de Sants et son trafic considérablement réduit année après année au point de poser la question de sa fermeture. La gare de França est la dernière gare en surface de Barcelone.
Une partie de l'édifice original appartient maintenant à l'Université Pompeu Fabra (bâtiment França).
Le 28 juillet 2017 à 07h15, un accident ferroviaire impliquant un train régional fait une quarantaine de blessés dont plusieurs graves,.

## Service des voyageurs

### Accueil

Installations en 2016
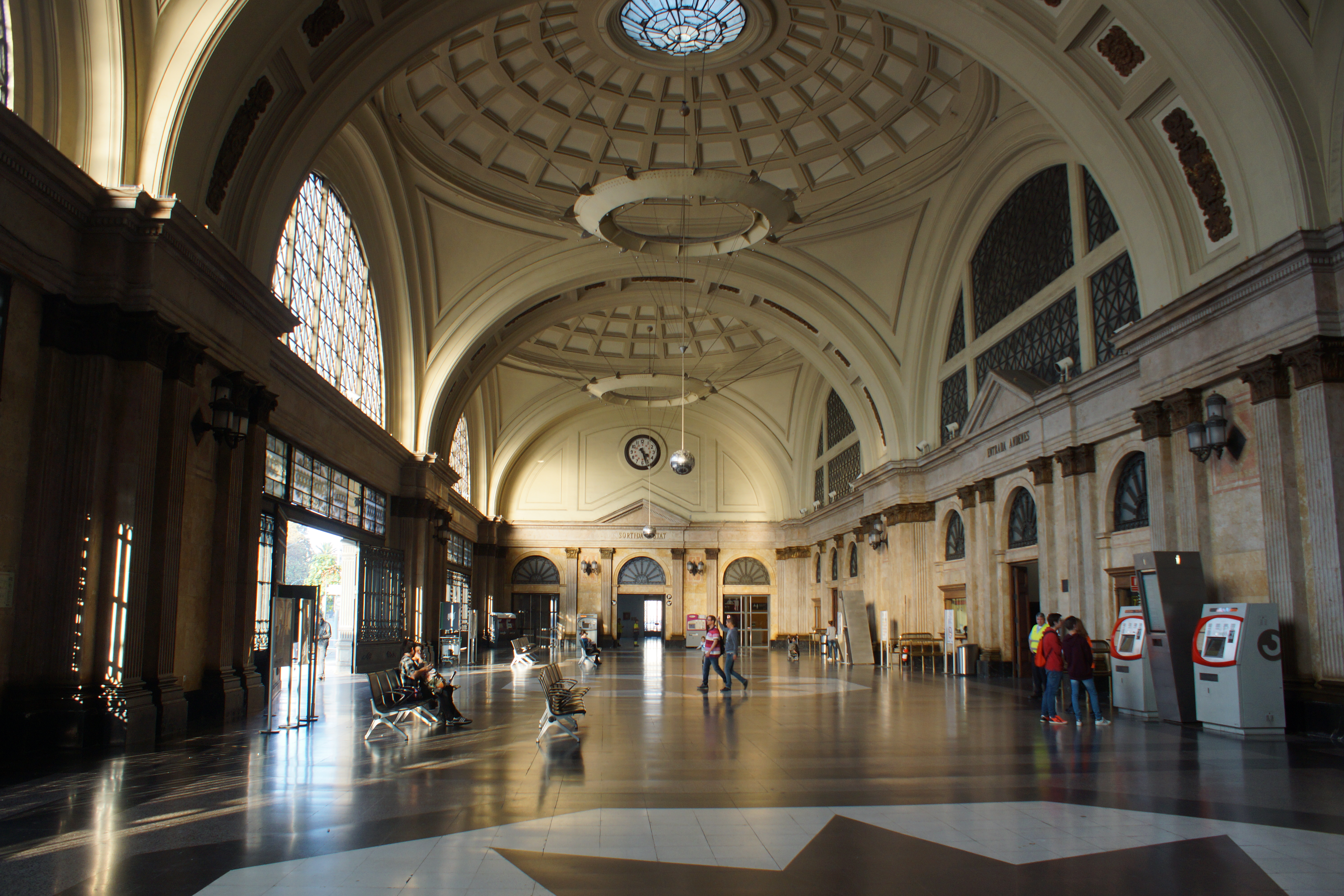
Hall.
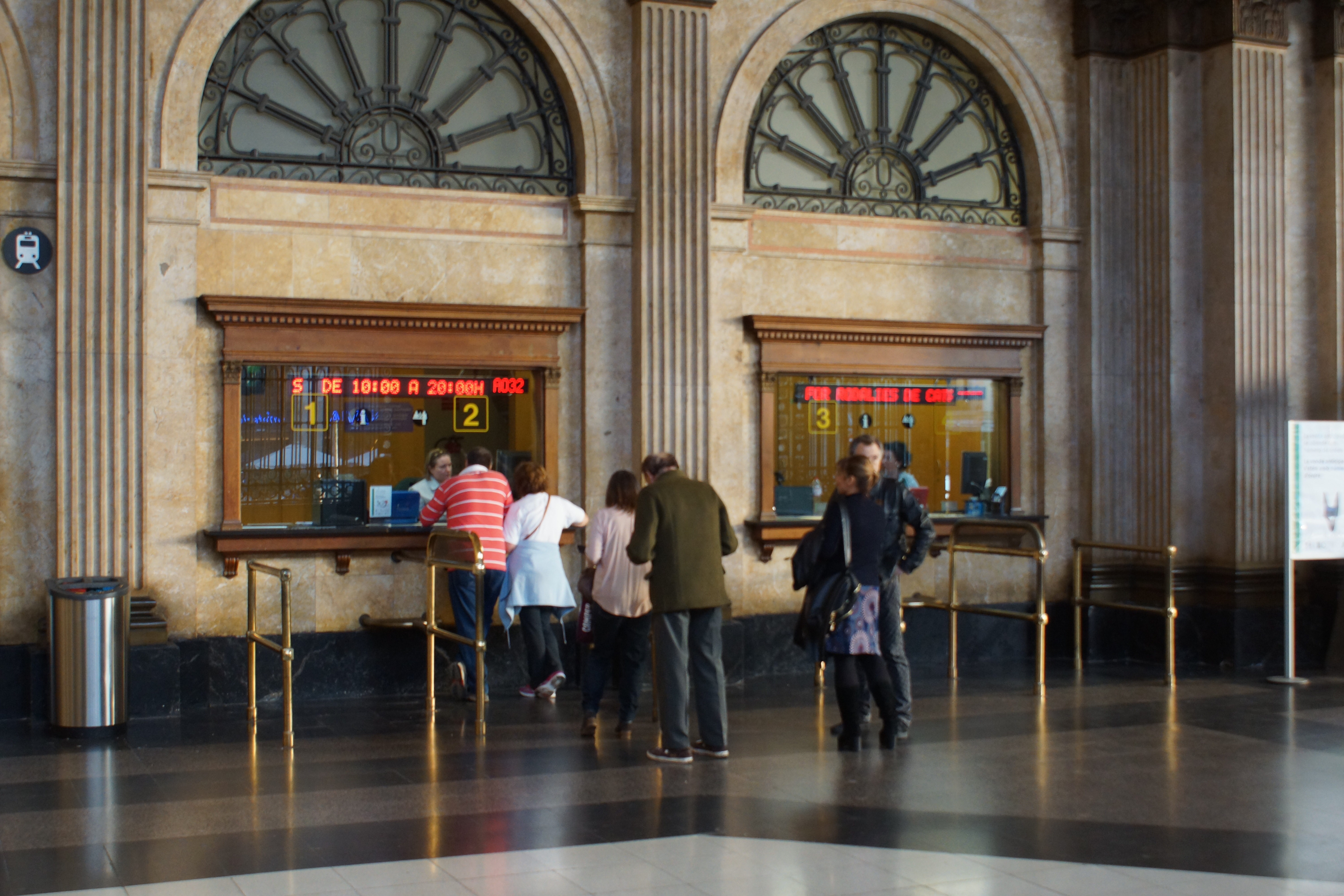
Guichets.
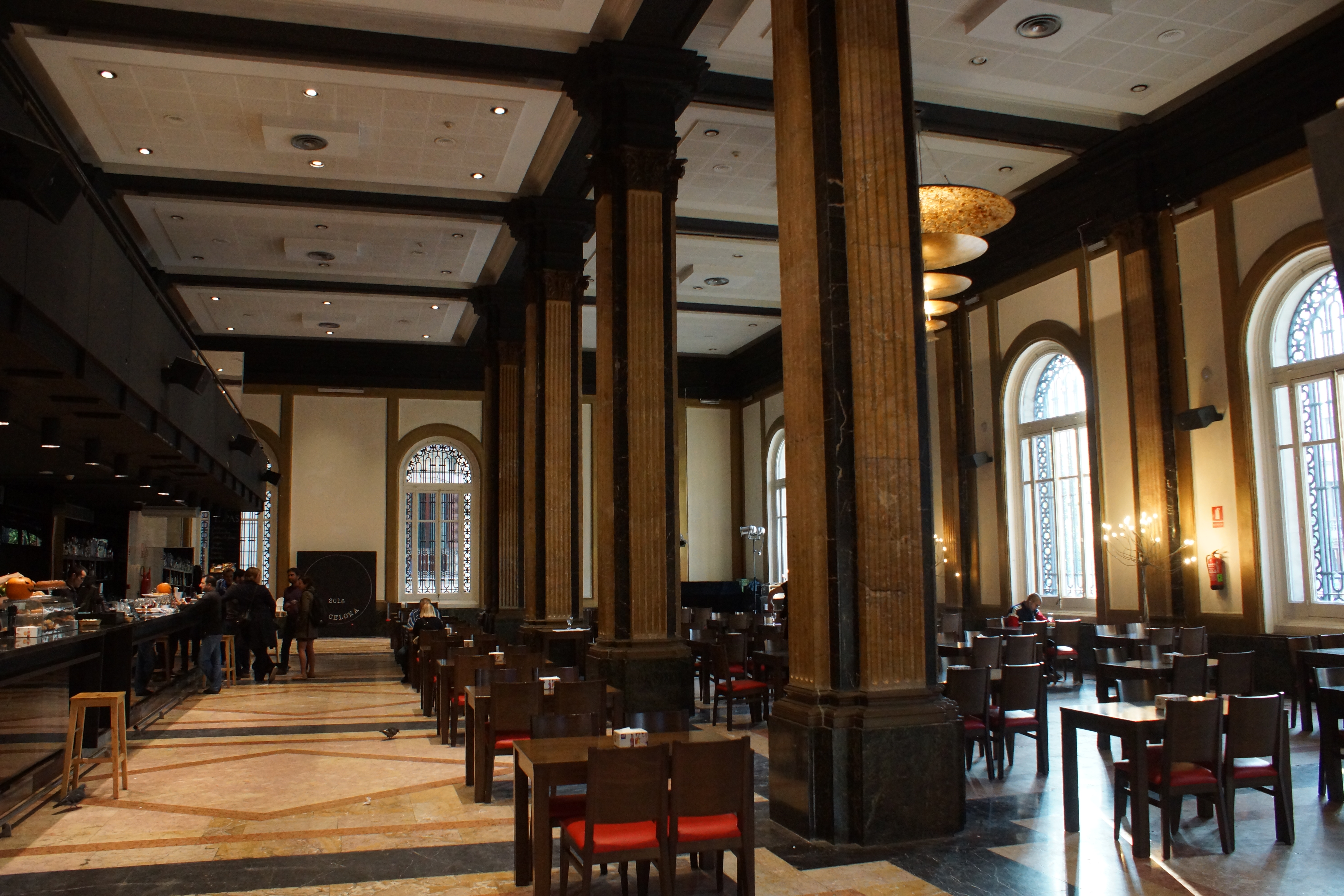
Buffet.

### Desserte

Desserte en 2016
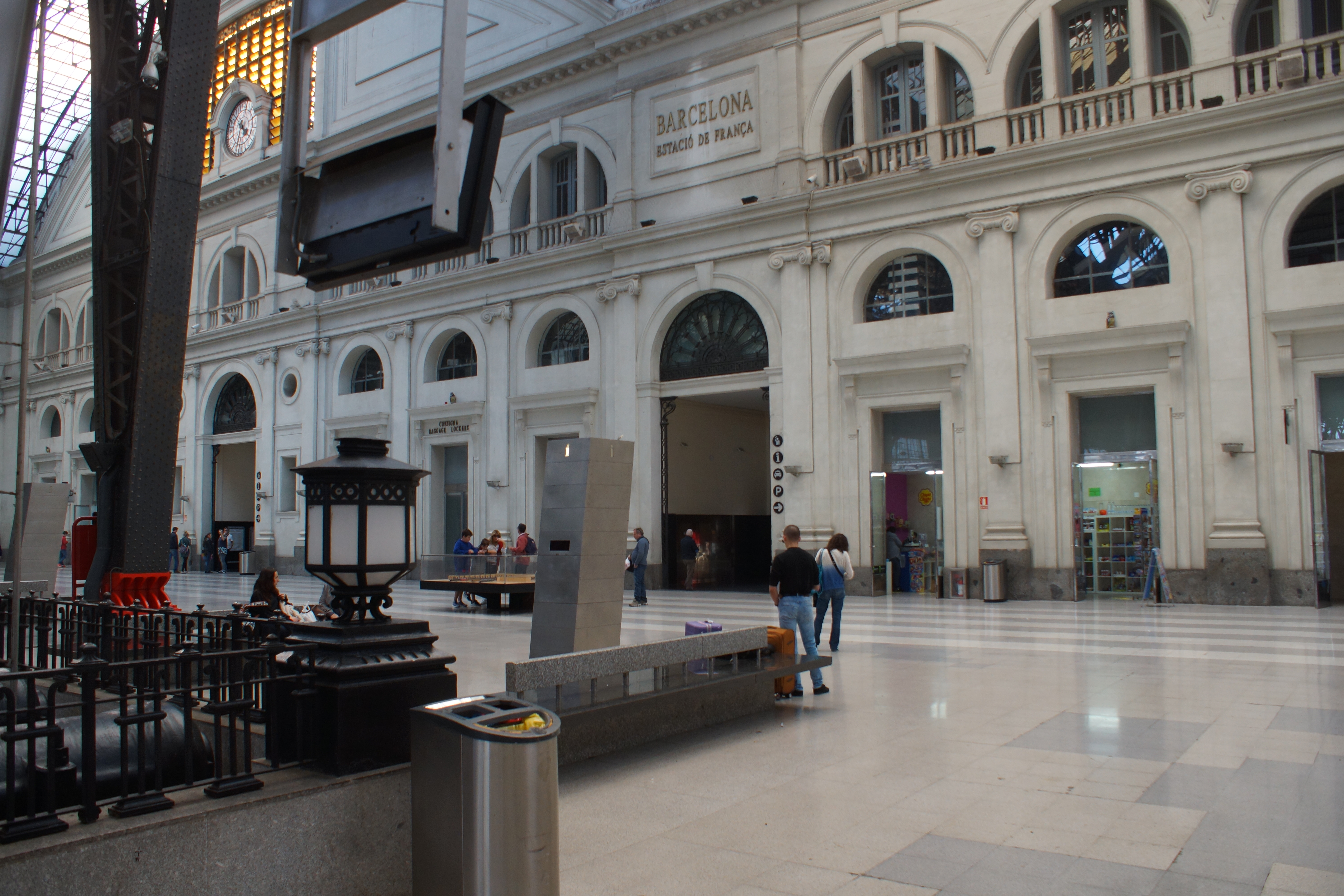
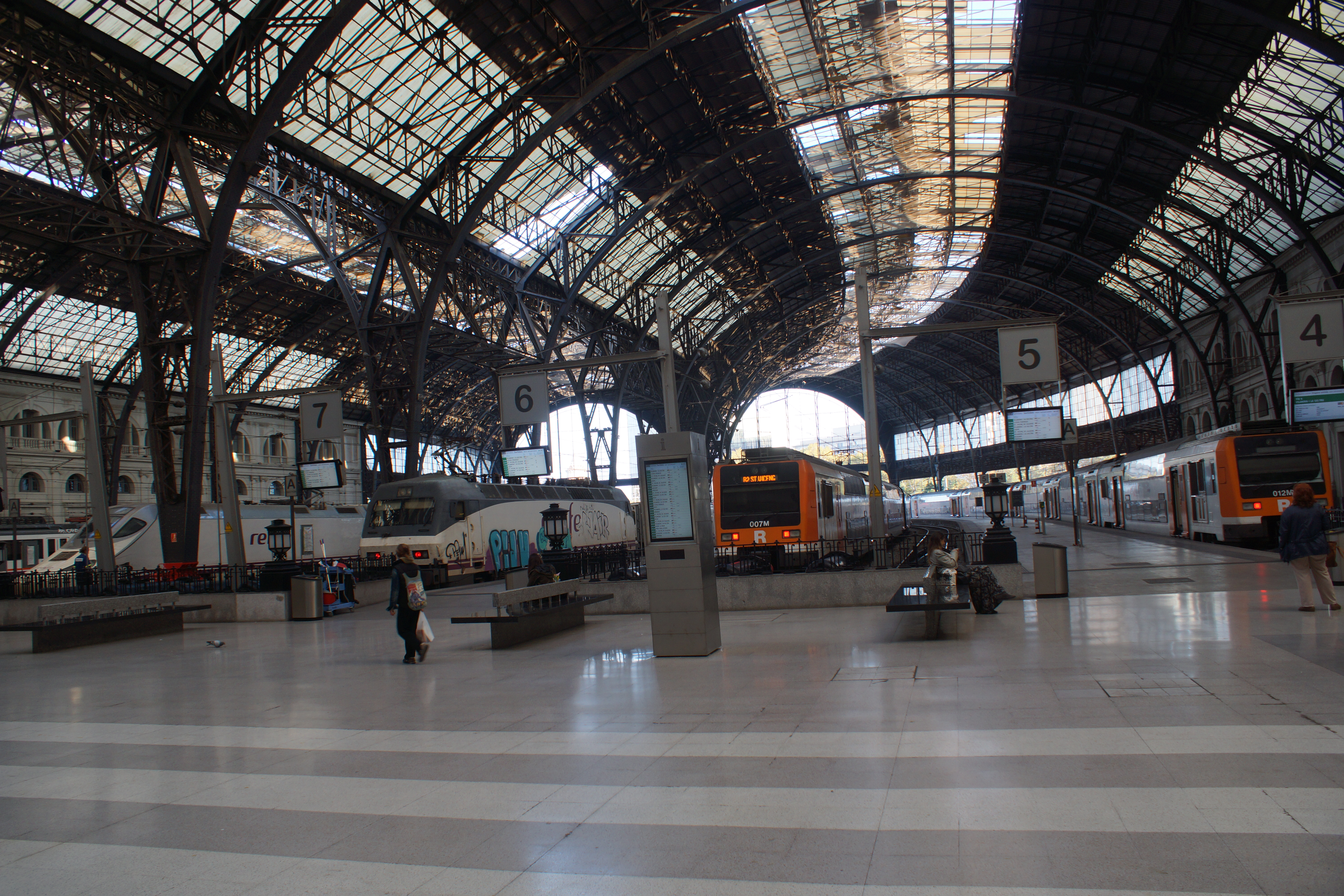
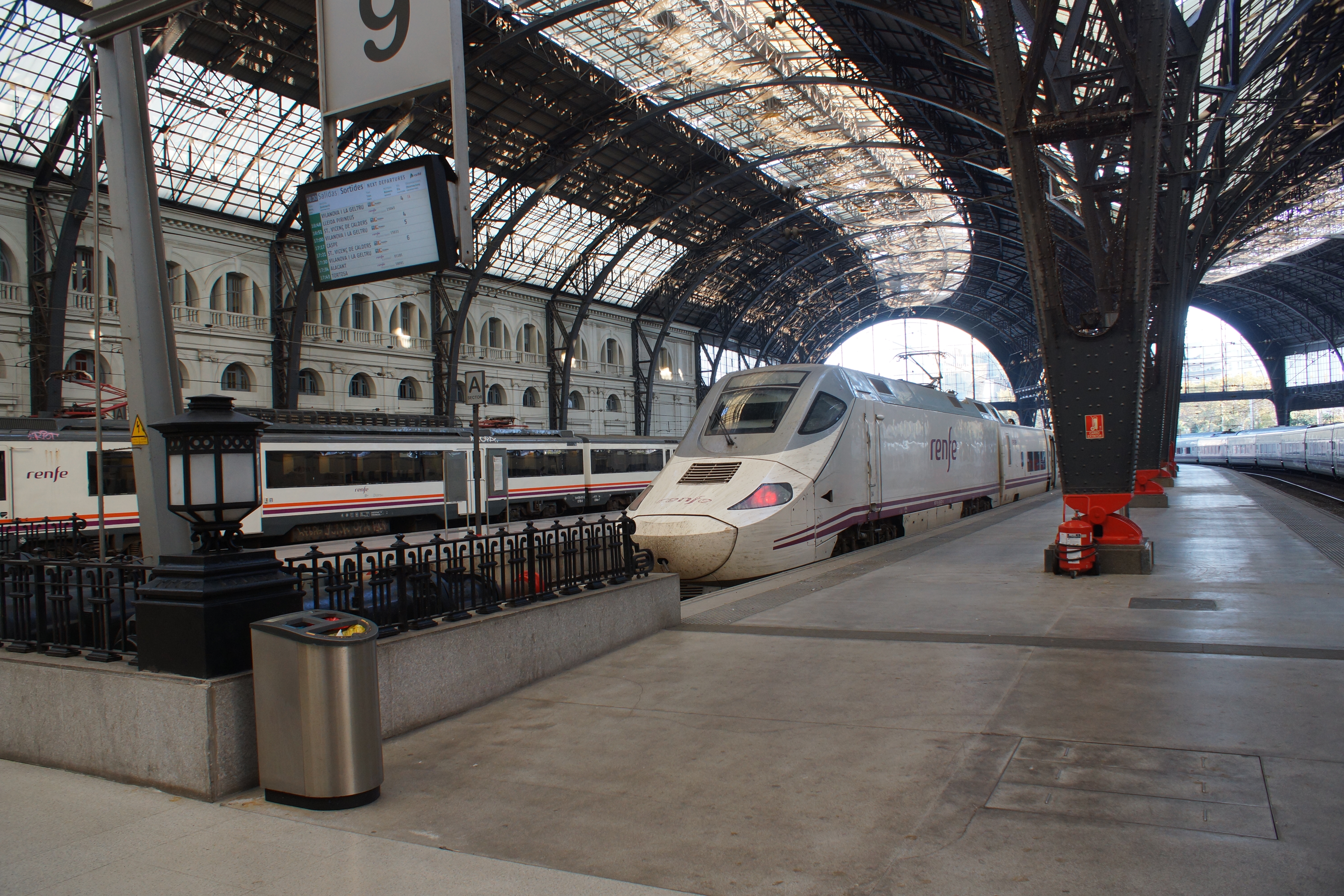

### Intermodalité
La gare n'est pas reliée directement au réseau du métro de Barcelone mais elle est située à 500 mètres de la station Barceloneta, sur la ligne 4.